# Susanna Margaretha Brandt

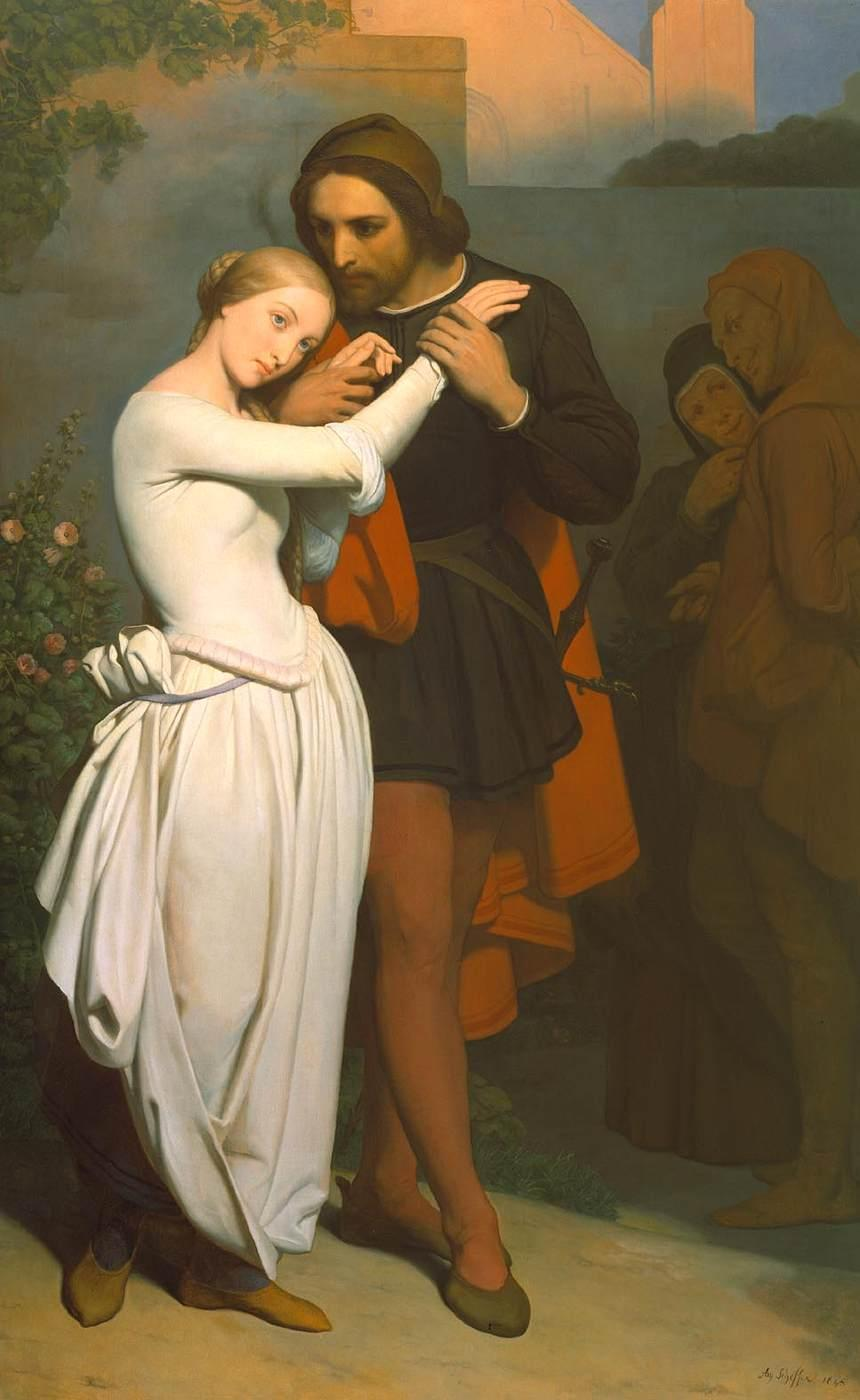
Faust und Margaretha im Garten
(Ary Scheffer, 1846)

Susanna Margaretha Brandt (* 8. Februar 1746 in Frankfurt am Main; † 14. Januar 1772 ebenda) war eine Frankfurter Magd, die Goethe zusammen mit dem Fall Maria Flint als Vorbild für die Gretchentragödie in seinem Faust diente. Sie tötete ihr neugeborenes Kind und wurde dafür zum Tode verurteilt und hingerichtet.

## Leben
Susanna Margaretha Brandt wurde als achtes Kind eines Soldaten geboren und wuchs als Waise auf. Sie arbeitete als Dienstmagd bei der Witwe Bauer in der Frankfurter Herberge „Zum Einhorn“. Drei oder vier Wochen vor Weihnachten 1770 wurde sie von einem Goldschmiedegesellen aus Holland verführt, der auf der Wanderschaft als Gast in der Herberge abgestiegen war. Nach ihrer späteren Aussage hatte er sie zum Wein eingeladen und ihr mit schönen Worten geschmeichelt, womöglich auch ein Pulver in den Wein getan, denn „es sei ihr so seltsam zumute geworden, sie habe sich nicht mehr erwehren können, der Teufel müsse seine Hand im Spiel gehabt haben“.
Nach wenigen Tagen war der Goldschmied nach Russland weiter gezogen. Susanna Margaretha Brandt kannte von ihm weder den genauen Namen noch eine Adresse. Ihre Schwangerschaft verheimlichte sie vor ihren beiden Schwestern und ihrer Wirtin, obwohl diese schon bald Verdacht schöpften. Sie arbeitete weiterhin von früh bis spät. Ein Arzt, den sie aufsuchte, als ihre „Reinigung“ ausblieb, verschrieb ihr Tee. Von der Schwangerschaft bemerkte er nichts.
Vier Wochen vor der Niederkunft ging sie auf Drängen der anderen Frauen zu einem weiteren Arzt. Auch dieser bemerkte nichts davon, dass sie im siebten Monat schwanger war. Am 31. Juli 1771 wurde sie in der Waschküche von Übelkeit und heftigen Leibschmerzen befallen. Die Witwe Bauer kochte ihr einen Tee und drohte ihr zugleich mit der Entlassung. Die Verheimlichung einer Schwangerschaft oder gar eine heimliche Niederkunft waren damals mit Strafe bedroht.
Am Abend des 1. August 1771 brachte sie in der Waschküche einen Knaben zur Welt. Es war eine Sturzgeburt, das Kind fiel mit dem Kopf voran auf den Steinboden. Sie sagte später aus, dass es nur kurz geröchelt habe. In Panik habe sie mit der linken Hand nach seinem Hals gegriffen und ihm mit der rechten durch das Gesicht gekratzt; dann habe sie es im Stall an der Staufenmauer hinter dem Haus verborgen.
Im Morgengrauen mit dem Öffnen der Stadttore floh sie über Höchst nach Mainz, wo sie ihre Ohrringe verkaufen musste, um das Marktschiff und die Herberge bezahlen zu können. Vollkommen mittellos und entkräftet kehrte sie am nächsten Tag nach Frankfurt zurück. Am Bockenheimer Tor wurde sie von der Wache festgenommen und in das Gefängnis in der Katharinenpforte neben der Katharinenkirche gebracht. Am Abend des 3. August 1771 schaffte man sie von dort in das Hospital.
Fünf Tage später grub man den auf dem Schandfriedhof des Gutleuthofs beigesetzten Leichnam des Kindes wieder aus. Als man ihn ihr vorlegte, brach sie zusammen und gestand: „Herr Jesus, das ist mein Kind, ich habe Hand daran gelegt“. Nach achtwöchiger Vorbereitung tagte das Gericht vom 8. bis 12. Oktober 1771 im Römer. Das Strafverfahren fand nach damaligem Brauch ohne mündliche Verhandlung statt. Am 12. Oktober erging das erste Todesurteil, anschließend hatte ihr Verteidiger Marcus Augustus Schaaf Zeit zum schriftlichen Plädoyer. Am 7. Januar 1772 wurde das Urteil bestätigt; es lautete auf Tod durch das Schwert; ein Gnadengesuch wurde bereits am nächsten Tag abgelehnt.
Am 14. Januar 1772, gegen 10 Uhr morgens, wurde die Verurteilte auf das Schafott an der Hauptwache geführt, wo der Scharfrichter Johann Hoffmann am Richtstuhl auf sie wartete. „Der Nachrichter führte die Maleficantin mit der Hand nach dem Stuhl, setzte sie darauf nieder, band sie in zweyen Ort am Stuhl fest, entblösete den Hals und Kopf, und unter beständigem zurufen der Herren Geistlichen wurde ihr durch…einen Streich der Kopf glücklich abgesetzt.“

## Das Urteil im Wortlaut
Die 335 Seiten starke Prozessakte (Criminalia 1771, Nr. 62) ist im Institut für Stadtgeschichte erhalten. Auch eine Schere, das Corpus Delicti, mit dem Brandt die Leiche ihres Kindes verstümmelt haben soll, ist in der Akte asserviert.

„Zu peinlicher Untersuchungssachen wider Susanna Margarethen Brandtin, erkennen wir Bürgermeister und Rath der Kayßerlichen freyen Reichsstadt Frankfurt am Mayn, auf vorgängige umständliche Erforschung und Untersuchung der Sache geführte Verteidigung, vorgelegt rechtliche Syndicatsbedenken und sorgfältiger Erwägung aller Umstände vor Recht, daß gedachte Brandtin des an ihrem lebendig zur Welt gebrachten Kinde, nach eigener wiederholter Bekundnis, vorsetzlich und boshafterweise verübten Mordes halber, nach Vorschrift der göttlichen und weltlichen Gesetze und zwar ihrer zur wohlverdienten Strafe und anderen zum abscheulichen Exempel mit dem Schwerd vom Leben zum Todt zu bringen und dieses Urteil fordersamt zu vollziehen seye. Geschlossen bey Rath dinstag den 7. Januar 1772.“

## Einwände im Rahmen des Verfahrens
In der Öffentlichkeit hatte der Prozess die Gemüter bewegt. Das strenge Vorgehen des Rates fand nicht überall Beifall, zumal Brandts erst verspätet zum Prozess hinzugezogener Verteidiger Marcus Christoph Schaaf in seinem Plädoyer allerhand mildernde Umstände aufführte. Sie sei verwirrt und verzweifelt gewesen; ob das Kind überhaupt gelebt habe, sei fraglich. Er wies den ärztlichen Gutachtern nach, dass sie bereits in früheren Fällen falsch geurteilt hatten. Überhaupt sei das Kind ein Achtmonatskind gewesen, und diese seien bekanntlich (seinerzeit) nur selten lebensfähig. Der Rat ließ sich allerdings durch das Plädoyer nicht beeindrucken.

## Goethe und der Strafprozess
Johann Wolfgang Goethe hatte zu dieser Zeit gerade sein Studium der Rechte abgeschlossen und arbeitete von August 1771 bis Mai 1772 als Rechtsanwalt in seiner Geburtsstadt. Er war mit vielen direkten Prozessbeteiligten persönlich gut bekannt und erlebte den ganzen Prozess mit. Der Gerichtsschreiber Johann Heinrich Thym war neun Jahre lang Hauslehrer Johann Wolfgangs und seiner Schwester Cornelia gewesen. Goethes Freund und späterer Schwager Johann Georg Schlosser war zu dieser Zeit Schriftführer des Scharfrichters. Die beiden Ärzte, die Susanna Margaretha Brandt im Hospital behandelten, waren Hausärzte der Goethes und der Textors. Weitere Verwandte Goethes, darunter sein Onkel Johann Jost Textor, gehörten dem Gericht an.
Goethe ließ sich von dem Kanzlisten Liebholdt Abschriften der Prozessakten anfertigen und verarbeitete die Tragödie um die Kindesmörderin Gretchen als zentrales Motiv des Urfaust. Die noch in Prosa verfasste Szene Im Kerker – der älteste Teil des Urfaust, entstand wahrscheinlich bereits kurze Zeit nach Margarethas Hinrichtung.
Goethe selbst nahm in Dichtung und Wahrheit zu dem Vorgang nicht Stellung, sondern berichtete lediglich in knapper, distanzierter Form: „Bald setzte ein entdecktes großes Verbrechen, dessen Untersuchung und Bestrafung die Stadt auf viele Wochen in Unruhe.“
Im Falle der im Jahre 1783 hingerichteten Dienstmagd Johanna Catharina Höhn, die ebenfalls ihr Kind getötet hatte, geht die Forschung mittlerweile davon aus, dass Goethe – gegen die Intention des Herzogs Karl August – die Todesstrafe befürwortet hat.

## Gedenken

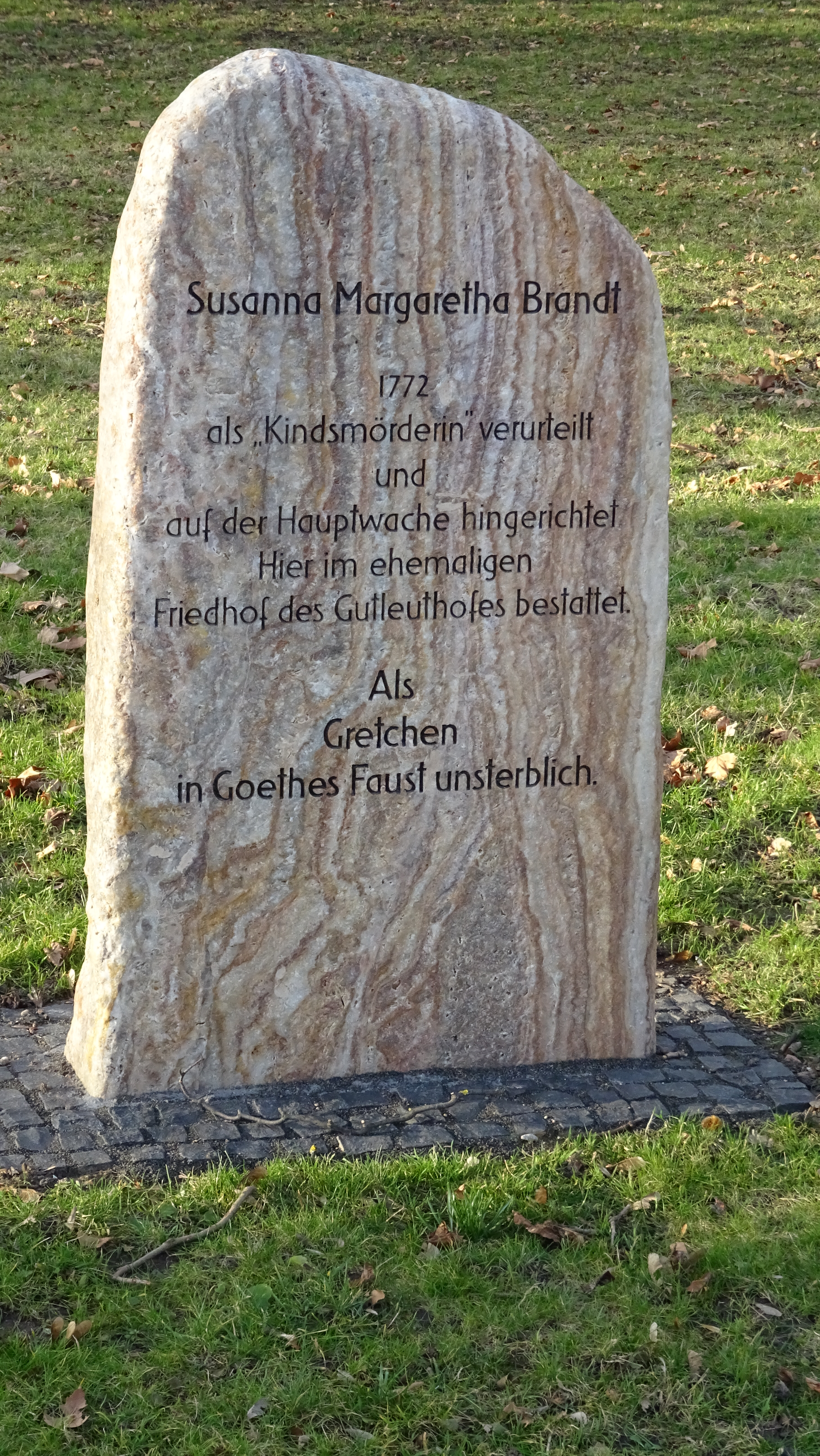
Gedenkstein im Sommerhoff-Park Frankfurt

Am 10. September 2021 stellte der Ortsbeirat des Frankfurter Gutleutviertels im Sommerhoffpark einen Gedenkstein aus Odenwälder Quarz für Susanna Margaretha Brandt auf. Die Inschrift lautet „Susanna Margaretha Brandt / 1772 als ,Kindsmörderin' verurteilt / und / auf der Hauptwache hingerichtet / Hier im ehemaligen / Friedhof des Gutleuthofes bestattet. / Als / Gretchen / in Goethes Faust unsterblich.“